# Lê Minh (nhà văn)
Lê Minh (tên khai sinh Nguyễn Thị Tài Hồng; 1928–2021) là nữ nhà văn Việt Nam, được tặng Giải thưởng Nhà nước về Văn học Nghệ thuật vào năm 2017.

## Tiểu sử
Lê Minh sinh ngày 29 tháng 10 năm 1928 tại làng Xuân Cầu, huyện Văn Giang, tỉnh Hưng Yên. Bà là con gái của nhà văn được Giải thưởng Hồ Chí Minh Nguyễn Công Hoan.
Lê Minh tham gia hoạt động cách mạng bí mật tại Thái Bình từ năm 1942. Sau năm 1945, bà làm công tác vận động công nhân ở Hà Nội, Nam Định. Năm 1946, bà phụ trách tờ báo hàng ngày là Mê Linh Kháng Chiến. Sau đó, bà làm việc tại Thường vụ huyện uỷ Thanh Trì, Đảng đoàn Sở Văn hoá Thông tin Liên khu I (sau là khu Việt Bắc), rồi làm Ủy viên Ban Phụ vận Trung ương Đảng.
Sau 1954, bà làm biên tập văn xuôi các báo Văn học, Văn, Văn nghệ, Tạp chí Tác Phẩm Mới. Bà đã trải qua một số chức vụ: Phó Chủ tịch Hội đồng Giáo dục Trường Viết văn Nguyễn Du, Ủy viên Hội đồng Văn học công nhân sau đó là Trưởng Ban Văn hoá – Văn nghệ Báo Nhân Dân, Giám đốc Quỹ Văn hoá Việt Nam của Bộ Văn hoá.
Bà là đảng viên Đảng Cộng sản Việt Nam; hội viên Hội Nhà văn Việt Nam từ năm 1960.
Bà từ trần tại Hà Nội ngày 11 tháng 06 năm 2021.

## Sự nghiệp
Sự nghiệp sáng tác của Lê Minh khá đa dạng, với nhiều tập truyện ngắn, tiểu thuyết, bút ký, tạp văn, nghiên cứu văn học.
Lê Minh vào nghề viết với tập truyện “Cu Dũng” in năm 1959 và trở thành một gương mặt nữ tiêu biểu nhất của văn học cách mạng. Bà đặc biệt thành công với thể loại ký sự nhân vật, mà hai cuốn sách tiêu biểu nhất là “Người chị - Nguyễn Thị Minh Khai” và “Người thợ máy Tôn Đức Thắng”.
Lê Minh là một trong những tác giả nữ viết cho thiếu nhi từ rất sớm. Đó là “Ô cửa sổ”, “Con sóng lan xa”, “Lẵng hạt ngọc”, “Con mèo rét”, “Hạt chò chỉ”… Trong đó “Con sóng lan xa” là một trong những truyện ngắn đặc sắc, sau này được tuyển chọn vào “Tuyển tập truyện ngắn hay Việt Nam cho thiếu nhi” (NXB Trẻ – 2009). Tác phẩm “Khúc hát vườn trầu” viết về người chiến sĩ cách mạng Nguyễn Thị Minh Khai được xem là đóng góp đáng kể nhất cho mảng sách thiếu nhi của bà.
Năm 2017, bà được tặng Giải thưởng Nhà nước về Văn học Nghệ thuật.

## Tác phẩm chính

### Truyện ngắn
- Con mèo rét (1974);
- Ô cửa sổ (1974);
- Má (1976);
- Ngôi sao đỏ (1976);
- Đốm hoa tím (1980);
- Lẵng hạt ngọc (1984);
- Cái tát (1990);
- Săn đuổi một tia chớp (1993);
- Nắng (1998);
- Trăng lên (2004).
- Tuyển truyện ngắn (2011);
- Chép được ở ngoài đời (truyện ngắn, 2012).

### Truyện dài, tiểu thuyết
- Người chị – Nguyễn Thị Minh Khai (1976);
- Hạt chò chỉ (1978);
- Người thợ máy Tôn Đức Thắng (1981);
- Khúc hát vườn trầu (1982);
- Rừng đước (1992);
- Hòn đảo một mình (1984);
- Hồi (1995);

### Nghiên cứu
- Chân dung văn học (chủ biên, 1992);
- Nguyễn Công Hoan, nhà văn hiện thực lớn (1993);
- Chân dung nữ văn nghệ sĩ Việt Nam (chủ biên, 1995);
- Văn hoá nghệ thuật và phụ nữ Việt Nam (1989);

Nguồn: 

## Vinh danh
- Giải thưởng Nhà nước về Văn học Nghệ thuật năm 2017.

### Giải thưởng văn học
- Giải nhất Hội Nhà văn Việt Nam (thể loại ký)1962;
- Giải nhất Hội Nhà văn Việt Nam (thể loại truyện ngắn) 1969;
- Giải A Giải thưởng Văn học 5 năm (1980 – 1984) về đề tài công nhân ;
- Giải A Giải thưởng Văn học 5 năm (1991 – 1995) về đề tài công nhân.[2]